# كفر شبرا قلوج
كفر شُبرا قَلوج إحدى قرى مركز زفتى التابع لمحافظة الغربية بجمهورية مصر العربية. أصله من توابع شبرا قلوج ثم فصل عنها سنة 1263 هـ.

## السكان
بلغ عدد سكان كفر شبرا قلوج 9474 نسمة حسب تقدير عام 2018.
| السنة  | 1882 | 1897 | 1907 | 1927 | 1947 | 1960 | 1976 | 1986 | 1996 | 2006  | 2018 |
| ------ | ---- | ---- | ---- | ---- | ---- | ---- | ---- | ---- | ---- | ----- | ---- |
| القرية | 931  | 1506 | 1683 | 2018 | 2072 | 2559 | 3910 | 4795 | 5764 | 6,738 | 9474 |